# Muppets Tonight
Muppets Tonight was een Amerikaanse komische poppenserie die men kan beschouwen als een update van de oude bekende reeks The Muppet Show. De reeks verscheen voor het eerst in 1996 op ABC. Hier werd het eerste seizoen echter afgebroken na tien episodes. Het eerste en het tweede seizoen verschenen in 1997 op Disney Channel.

## KMUP
KMUP is het tv-kanaal waar de Muppets voor werken. Een kleine wijziging met de oude reeks, waarin zij werkten in een theater. Daarnaast is de gastheer van de televisieshow Clifford, terwijl Kermit de Kikker de theatervoorstelling presenteerde. Zowel voor als achter de schermen werkt een aantal van de oude bekende personages nog mee, bijvoorbeeld Fozzie en Sam the Eagle.
Een andere verandering ten opzichte van The Muppet Show is dat er nu naast de centrale beroemdheid die ook deelneemt aan de plot van de episode, vaak één of meerdere bekende mensen meespelen. Voorheen was er op een enkele uitzondering na slechts één menselijke gast. Een ander typisch kenmerk is dat er vaak al tijdens de muzikale intermezzo's wordt overgeschakeld naar de gebeurtenissen backstage. Hierdoor zal de kijker het einde van de act meestal niet zien. Ook Statler en Waldorf zitten niet meer op het balkon, maar volgen de reeks op tv. Dit doen ze voornamelijk vanuit het rusthuis.
In Muppets Tonight is er een aantal geregeld terugkerende sketches. Bijvoorbeeld "Bay of Pigswatch", "Pigs in Space: Deep Dish Nine", "Tales from the Vet", "Great Moments in Elvis History", de quiz "Swift Wits" en Seymour en Pepe.

## Personages

### Voorbeelden van nieuwe personages
- Johnny Fiama (mens, zanger)
- Sal Minella (aap, persoonlijke lijfwacht van Johnny Fiama)
- Bobo the Bear (beer, portier van de KMUP-studio)
- Seymour (olifant, liftbediende en cabaretier)
- Spamela Hamderson (varken, reddingszwemster)
- Bill the Bubble Guy (mens, blaast zeepbellen uit zijn hoofd)

### Voorbeelden van oude personages
- Kermit de Kikker
- Gonzo
- Rizzo
- Statler en Waldorf
- Miss Piggy

## Episodes

### Seizoen 1 (ABC)
- 101: Michelle Pfeiffer (8 maart 1996)
- 102: Garth Brooks (15 maart 1996)
- 103: Billy Crystal (22 maart 1996)
- 104: John Goodman (29 maart 1996)
- 105: Cindy Crawford (5 april 1996)
- 106: Tony Bennett (12 april 1996)
- 107: Sandra Bullock (23 juni 1996)
- 108: Jason Alexander (30 juni 1996)
- 109: Whoopi Goldberg (7 juli 1996)
- 110: Martin Short (14 juli 1996)

### Seizoen 2 (Disney Channel)
- 201: TAFKAP (13 september 1997)
- 202: Rick Moranis (14 september 1997)
- 203: Heather Locklear (21 september 1997)
- 204: Pierce Brosnan (12 oktober 1997)
- 205: Don Rickles & Coolio (19 oktober 1997)
- 206: Paula Abdul (2 november 1997)
- 207: Dennis Quaid (16 november 1997)
- 208: The Cameo Show (7 december 1997)
- 209: The Best of Muppets Tonight (21 december 1997)
- 210: The Gary Cahuenga Episode (27 december 1997)
- 211: Andie MacDowell (4 januari 1998)
- 212: Daryl Hannah (8 februari 1998)